# Cồ nốc song dính
Cồ nốc song dính (danh pháp: Curculigo disticha) là một loài thực vật có hoa trong họ Hypoxidaceae. Loài này được Gagnep. mô tả khoa học đầu tiên năm 1934.